# Galusan epigallokatechiny
Galusan epigallokatechiny (EGCG) – organiczny związek chemiczny z grupy flawonoidów, polifenol pochodzenia roślinnego, pochodna katechiny. Występuje w znacznej ilości w zielonej herbacie, gdzie stanowi nawet 1/3 suchej masy. Jest silnym przeciwutleniaczem, 100 razy silniejszym niż witamina C i 25 razy silniejszym niż witamina E. Galusan epigallokatechiny jest estrem kwasu galusowego i epigallokatechiny. Jest częstym składnikiem suplementów diety. Występuje w zielonej herbacie, zwłaszcza w herbacie matcha (w niej występuje w 137 razy większej ilości niż w zielonej herbacie z torebki i co najmniej 3 razy częściej niż w zwykłej zielonej herbacie).

## Możliwe działanie rakotwórcze
EGCG, jak wiele innych flawonoidów/polifenoli, jest silnym inhibitorem topoizomeraz, podobnie działają niektóre leki chemioterapeutyczne, np.  etopozyd i doksorubicyna. Może powodować uszkodzenia DNA (mutacje). Ta właściwość może być odpowiedzialna za efekt przeciwnowotworowy, lecz także za szkodliwy, onkogenny w okresie życia płodowego. W jednym z badań epidemiologicznych stwierdzono, że wysokie spożycie herbaty przez kobiety ciężarne jest powiązane ze wzrostem ryzyka złośliwych nowotworów mózgu u dziecka (wyniki te wymagają potwierdzenia, gdyż w innym badaniu nie stwierdzono podobnej zależności). Przypisanie szkodliwego wpływu  ogółu flawonoidów w żywności na płody ludzkie na podstawie badań in vitro  budzi kontrowersje w środowisku naukowym.